# Condado de Hancock (Tennessee)
O Condado de Hancock é um dos 95 condados do Estado americano do Tennessee. A sede do condado é Sneedville, e sua maior cidade é Sneedville. O condado possui uma área de 579 km² (dos quais 3 km² estão cobertos por água), uma população de 6 786 habitantes, e uma densidade populacional de 12 hab/km² (segundo o censo nacional de 2000). O condado foi fundado em 1844.